# 普卡哈薩山 (新奧科羅區)
12°47′41″S 75°10′46″W / 12.79472°S 75.17944°W
普卡哈薩山（Puka Q'asa），是秘魯的山峰，位於該國中南部萬卡韋利卡大區，由萬卡韋利卡省的新奧科羅區負責管轄，屬於瓊塔山脈的一部分，海拔高度4,800米。